# 라스트 서바이버
라스트 서바이버(Last Survivors)는 미국에서 제작된 드류 밀레 감독의 2021년 SF, 액션 영화이다. 알리시아 실버스톤 등이 출연하였다.

## 출연
- 드류 밴 에커 - 제이크 역
- 알리시아 실버스톤 - 헨리에타 역
- 스티븐 모이어 - 트로이 역